# Iselsberg-Stronach
Iselsberg-Stronach è un comune austriaco di 601 abitanti nel distretto di Lienz, in Tirolo. Tra il 1938 e il 1945 era stato accorpato al comune di Dölsach.